# Colenuda
Colenuda is een geslacht van weekdieren uit de klasse van de Gastropoda (slakken).

## Soort
- Colenuda kessneri Ponder, Fukuda & Hallan, 2014